# Liste der Gemeinden im Landkreis Celle

Karte des Landkreises Celle

Die Liste der Gemeinden im Landkreis Celle gibt einen Überblick über die 20 kleinsten Verwaltungseinheiten des Landkreises Celle. Die Kreisstadt ist Celle.

## Beschreibung
Der Landkreis hat eine Gesamtfläche von 1545,21 km2. Die größte Fläche innerhalb des Landkreises hat die Gemeinde Südheide mit 196,17 km2. Die flächenmäßig kleinste Gemeinde ist Beedenbostel mit 12,58 km2.
Den größten Anteil an der Bevölkerung des Landkreises von 172.871 Einwohnern hat die Kreisstadt Celle mit 66.926 Einwohnern gefolgt von der Stadt Bergen mit 12.927 Einwohnern. Die zwei von der Einwohnerzahl her kleinsten Gemeinden sind Beedenbostel mit 978 Einwohnern und der gemeindefreie Bezirk Lohheide mit 712 Einwohnern.
Der gesamte Landkreis Celle hat eine Bevölkerungsdichte von 112 Einwohnern pro km2. Die größte Bevölkerungsdichte innerhalb des Kreises hat die Kreisstadt Celle mit 382 Einwohnern pro km2. Die am dünnsten besiedelte Gemeinde ist der gemeindefreie Bezirk Lohheide mit 8 Einwohnern pro km2.

## Legende
- Gemeinde: Name der Gemeinde beziehungsweise Stadt
- Wappen: Wappen der Gemeinde beziehungsweise Stadt
- Karte: Zeigt die Lage der Gemeinde beziehungsweise Stadt im Landkreis
- Fläche: Fläche der Stadt beziehungsweise Gemeinde, angegeben in Quadratkilometer
- Einwohner: Zahl der Menschen die in der Gemeinde beziehungsweise Stadt leben (Stand: 31. Dezember 2023[1])
- EW-Dichte: Angegeben ist die Einwohnerdichte, gerechnet auf die Fläche der Verwaltungseinheit, angegeben in Einwohner pro km2 (Stand: 31. Dezember 2023[2])
- Höhe: Höhe der namensgebenden Ortschaft beziehungsweise Stadt in Meter über Normalnull
- Bild: Bild aus der jeweiligen Gemeinde beziehungsweise Stadt

## Gemeinden
| Gemeinde                         | Wappen                                              | Karte                                                       | Fläche   | Einwohner | EW- Dichte | Höhe | Bild                                                                           |
| -------------------------------- | --------------------------------------------------- | ----------------------------------------------------------- | -------- | --------- | ---------- | ---- | ------------------------------------------------------------------------------ |
| Landkreis Celle                  | Wappen des Landkreises Celle                        | Lage des Landkreises Celle in Niedersachsen                 | 1.545,21 | 172,871   | 112        |      | Niedersachsen Celle 02                                                         |
| Bergen (Stadt)                   | Wappen der Stadt Bergen                             | Lage der Stadt Bergen im Landkreis Celle                    | 163,83   | 12,927    | 79         | 77   | Heimatmuseum Römstedthaus                                                      |
| Celle (Stadt)                    | Wappen der Stadt Celle                              | Lage der Stadt Celle im Landkreis Celle                     | 175,04   | 66,926    | 382        | 40   | Schloss Celle                                                                  |
| Eschede                          | Wappen der Gemeinde Eschede                         | Lage der Gemeinde Eschede im Landkreis Celle                | 195,9    | 5.457     | 28         | 87   | Rathaus Eschede                                                                |
| Faßberg                          | Wappen der Gemeinde Faßberg                         | Lage der Gemeinde Faßberg im Landkreis Celle                | 101,95   | 6.006     | 59         | 71   | Kirche St. Michael                                                             |
| Hambühren                        | Wappen der Gemeinde Hambühren                       | Lage der Gemeinde Hambühren im Landkreis Celle              | 56,72    | 10,225    | 180        | 36   | Gedenkstein Hambühren                                                          |
| Lohheide (gemeindefreier Bezirk) | der gemeindefreie Bezirk Lohheide führt kein Wappen | Lage des gemeindefreien Bezirks Lohheide im Landkreis Celle | 91,32    | 712       | 8          |      | Schloss Bredebeck                                                              |
| Südheide                         | Wappen der Gemeinde Südheide                        | Lage der Gemeinde Südheide im Landkreis Celle               | 196,17   | 11,174    | 57         | 50   | St.-Peter-Paul-Kirche                                                          |
| Wietze                           | Wappen der Gemeinde Wietze                          | Lage der Gemeinde Wietze im Landkreis Oldenburg             | 62,95    | 7.420     | 118        | 32   | Erdöl-Tiefpumpen-Antrieb einer Erdölpumpe in Wietze                            |
| Winsen (Aller)                   | Wappen der Gemeinde Winsen (Aller)                  | Lage der Gemeinde Winsen (Aller) im Landkreis Celle         | 155,4    | 12,723    | 82         | 33   | Fachhallenhaus Dat groode Hus im Museumshof Winsen                             |
| Samtgemeinde Flotwedel           | Wappen der Samtgemeinde Flotwedel                   | Lage der Samtgemeinde Flotwedel im Landkreis Celle          | 112,85   | 11,287    | 100        |      |                                                                                |
| Bröckel                          | Wappen der Gemeinde Bröckel                         | Lage der Gemeinde Bröckel im Landkreis Celle                | 16,33    | 1.980     | 121        | 44   | Marienkirche                                                                   |
| Eicklingen                       | Wappen der Gemeinde Eicklingen                      | Lage der Gemeinde Eicklingen im Landkreis Celle             | 22,79    | 3.186     | 140        | 43   | Fachwerkhaus von 1691                                                          |
| Langlingen                       | Wappen der Gemeinde Langlingen                      | Lage der Gemeinde Langlingen im Landkreis Celle             | 33,34    | 2.158     | 65         | 45   | Die Kirche                                                                     |
| Wienhausen                       | Wappen der Gemeinde Wienhausen                      | Lage der Gemeinde Wienhausen im Landkreis Celle             | 40,38    | 3.963     | 98         | 42   | Wassermühle Wienhausen                                                         |
| Samtgemeinde Lachendorf          | Wappen der Samtgemeinde Lachendorf                  | Lage der Samtgemeinde Lachendorf im Landkreis Celle         | 164,62   | 12,417    | 75         |      |                                                                                |
| Ahnsbeck                         | Wappen der Gemeinde Ahnsbeck                        | Lage der Gemeinde Ahnsbeck im Landkreis Celle               | 20,59    | 1.624     | 79         | 54   | Bauernhof in Ahnsbeck                                                          |
| Beedenbostel                     | Wappen der Gemeinde Beedenbostel                    | Lage der Gemeinde Beedenbostel im Landkreis Celle           | 12,58    | 978       | 78         | 51   | Ehemalige Wassermühle an der Aschau                                            |
| Eldingen                         | Wappen der Gemeinde Eldingen                        | Lage der Gemeinde Eldingen im Landkreis Celle               | 56,73    | 1.982     | 35         | 71   | Das Pfarrhaus in Eldingen                                                      |
| Hohne                            | Wappen der Gemeinde Hohne                           | Lage der Gemeinde Hohne im Landkreis Celle                  | 36,48    | 1.690     | 46         | 52   | Himmelsfahrtskirche                                                            |
| Lachendorf                       | Wappen der Gemeinde Lachendorf                      | Lage der Gemeinde Lachendorf im Landkreis Celle             | 38,24    | 6.143     | 161        | 49   | Kirche der Christusgemeinde in Lachendorf                                      |
| Samtgemeinde Wathlingen          | Wappen der Samtgemeinde Wathlingen                  | Lage der Samtgemeinde Wathlingen im Landkreis Celle         | 68,47    | 15,597    | 228        |      | Rathaus Wathlingen IMG 2847                                                    |
| Adelheidsdorf                    | Wappen der Gemeinde Adelheidsdorf                   | Lage der Gemeinde Adelheidsdorf im Landkreis Celle          | 33,22    | 2.705     | 81         | 41   | Gebäude der Freiwilligen Feuerwehr                                             |
| Nienhagen                        | Wappen der Gemeinde Nienhagen                       | Lage der Gemeinde Nienhagen im Landkreis Celle              | 17,57    | 6.419     | 365        | 41   | Heimatmuseum in Nienhagen                                                      |
| Wathlingen                       | Wappen der Gemeinde Wathlingen                      | Lage der Gemeinde Wathlingen im Landkreis Celle             | 17,68    | 6.473     | 366        | 43   | Das Rathaus Am Schmiedeberg, Sitz der Gemeinde- und der Samtgemeindeverwaltung |

## Ehemalige Gemeinden
Siehe: Ehemalige Gemeinden des Landkreises Celle